# Estadi de Costorbe
L'Estadi de Costorbe era un recinte esportiu dedicat al futbol de la ciutat d'Irun.
Estava situat a l'actual Avenida de Iparralde, uns 150 metres a l'oest de l'actual seu del Real Unión. Fou el camp de futbol del Racing Club de Irún. Quan es creà el Real Unión, a partir de la fusió de Racing i Sporting, aquest s'establí a l'Estadi d'Amute.
Fou la seu de la final de la Copa del Rei de l'any 1914.